# 约翰·沙纳汉
约翰·沙纳汉（英語：John Shanahan，1924年2月27日—1987年10月7日），新西兰男子游泳运动员。他曾代表新西兰参加1950年大英帝国运动会游泳比赛，获得男子3×110码混合泳接力铜牌。